# Cirratulus flavescens
Cirratulus flavescens är en ringmaskart som beskrevs av Grübe 1872. Cirratulus flavescens ingår i släktet Cirratulus och familjen Cirratulidae. Inga underarter finns listade i Catalogue of Life.